# Żebraczka (Lipnica Wielka)
Żebraczka – część wsi Lipnica Wielka w Polsce, położona w województwie małopolskim, w powiecie nowosądeckim, w gminie Korzenna.
Dawniej należała do wsi Jasienna.
W latach 1975–1998 miejscowość administracyjnie należała do województwa nowosądeckiego.